# Sewerynówka (powiat parczewski)
Sewerynówka – wieś w Polsce położona w województwie lubelskim, w powiecie parczewskim, w gminie Siemień.
W latach 1975–1998 miejscowość należała administracyjnie do województwa bialskopodlaskiego.
Wieś stanowi sołectwo w gminie Siemień. Według Narodowego Spisu Powszechnego z roku 2011 wieś liczyła 160 mieszkańców.
Wierni Kościoła rzymskokatolickiego należą do parafii Przemienienia Pańskiego w Siemieniu.